# Malahit (konstruktorski biro)
Sanktpeterburški morski biro strojegradnje »Malahit« akademika N. N. Isanina (rusko Санкт-Петербургское морское бюро машиностроения «Малахит» имени академика Н. Н. Исанина, krajše АО «СПМБМ „Малахит“», malahit) je z Rubinom in Lazuritom en od glavnih treh ruskih centrov konstrukcije podmornic. Podjetje je del Združene ladjedelniške korporacije in ima sedež v Sankt Peterburgu (Ulica Frunze).
Malahit je konstruiral jurišne jedrske podmornice razredov Kit, Jorš, Sjomga, Ščuka, Ščuka-B, Lira, Jasen in Lajka. Poleg tega konstruira majhne podmornice za reševanje, raziskovanje, komercialne namene in obveščevalne namene. Današne podjetje je nastalo leta 1974 z združitvijo SKB-143 in CKB-16 Volna. Biro je razvil okrog 100 razredov podmornic, v okviru katerih je bilo zgrajenih 300 podmornic, od teh 94 jedrskih.
Med letoma 1950 in 1974 je biro vodil Nikolaj Nikitič Isanin, glavni konstruktor razreda Ančar; med letoma 1974 in 1986 ga je vodil Georgij Nikolajevič Černišev, konstruktor razredov Jorš, Sjomga, Ščuka in Ščuka-B. Od leta 2011 je direktor podjetja Vladimir Jurjevič Dorofejev.